# Wilhelm Ebstein
Wilhelm Ebstein (Jauer, Silèsia prusiana, 27 de novembre de 1836 – Göttingen, 22 d'octubre de 1912), va ser un metge alemany. És conegut sobretot per l'anomalia d'Ebstein i per proposar una dieta baixa en carbohidrats i alta en greixos per tractar l'obesitat.

## Biografia
Ebstein va néixer a Jauer, Silèsia prusiana (actual Jawor, Polònia). Va estudiar medicina a la Universitat de Breslau amb Friedrich Theodor von Frerichs i a la Universitat de Berlín amb Rudolf Virchow i Moritz Heinrich Romberg, es va graduar en aquesta darrera institució el 1859. Durant el mateix any va ser nomenat metge a l'Hospital Allerheiligen, a Breslau. L'any 1868 va esdevenir metge en cap de la "Findelhaus" (casa de pobres municipal); i des de 1874 va ser professor a la Universitat de Göttingen, on posteriorment va exercir com a director de l'hospital i dispensari universitari (a partir de 1877). Ebstein va ser un dels primers defensors d'una dieta baixa en carbohidrats. Va ser autor de Die Fettleibigkeit (Corpulenz), que recomanava una dieta baixa en carbohidrats i alta en greixos per tractar l'obesitat. Restringia els hidrats de carboni prohibint les patates, el sucre i els dolços. Es recomanava tot tipus de carn, incloses les carns grasses. El seu menú diari permetia "dos o tres gots de vi lleuger", però evitava la cervesa.
Ebstein va ser autor d'estudis mèdics sobre diabetis, gota i obesitat. Va morir als 75 anys a Göttingen.

## Assoliments
Les especialitats d'Ebstein van ser els estudis de mal assimilació i alimentació inadequada, dels quals va introduir una sèrie de nous procediments per al tractament. Això incloïa l'eliminació virtual dels hidrats de carboni de la dieta, alhora que permetia l'administració de greixos amb proteïnes adequades; Ebstein creia que el greix contenia un valor nutritiu equivalent a dues vegades i mitja el dels hidrats de carboni. Els treballs següents estan relacionats amb problemes dietètics i de metabolisme:
- "Die Fettleibigkeit (Corpulenz)", 7a ed., Wiesbaden, 1887 - Sobre l'obesitat.
- "Fett oder Kohlenhydrate", Wiesbaden, 1885 - "Greixos o carbohidrats".
- "Wasserentziehung und Anstrengende Muskelbewegungen", ib. 1885 - Deshidratació i moviments musculars extenuants.
- Max Joseph Oertel: "Die Ebsteinsche Flugschrift über Wasserentziehung", Leipzig, 1885) - Opuscle d'Ebstein sobre la deshidratació. Ebstein va ser un dels principals experts pel que fa a la investigació de la deshidratació.[4]

Altres obres destacades d'Ebstein inclouen:
- "Nierenkrankheiten Nebst den Affectionen der Nierenbecken und der Urnieren", in von Ziemssen's "Handbuch der Speziellen Pathologie und Therapie", 2d ed., vol. ix. - Kidney disease and also affections of the renal pelvis and mesonephros.
- "Traumatische Leukämie," in "Deutsche Med. Wochenschrift," 1894 - Traumatic leukemia.
- "Handbuch der Praktischen Medizin," ib. 1899 - Manual of practical medicine.
- "Die Medizin im Alten Testament," Stuttgart, 1901 - Medicine of the Old Testament.
- "Handbuch der Praktischen Medizin," (with Gustav Schwalbe), ib. 1901
- "Die Krankheiten im Feldzuge Gegen Russland," ib. 1902 - On diseases experienced on a campaign to Russia.
- "Dorf- und Stadthygiene," ib. 1902 - Village and city hygiene.
- "Die Medizin in Bibel und Talmud" - Medicine in the (New Testament and Talmud), ib. 1903.[4]

Ebstein també va publicar treballs sobre malalties mèdiques d'alemanys destacats en la història, com Martin Luther i Arthur Schopenhauer.
El seu nom es va adjuntar a l'anomalia d'Ebstein homònima (un rar defecte cardíac congènit) i a la febre de Pel-Ebstein (una febre remitent associada amb la malaltia de Hodgkin Limfoma de Hodgkin).